# Elizabeth F. Neufeld
Elizabeth F. Neufeld (27 tháng 9 năm 1928) là một nhà di truyền học người Mỹ, chuyên nghiên cứu về nền tảng di truyền của bệnh trao đổi chất ở con người.

## Cuộc đời và Sự nghiệp
Neufield và gia đình người Nga gốc Do Thái của bà đã từ Paris di cư sang Hoa Kỳ năm 1940 để trốn thoát khỏi sự truy hại của Đức quốc xã. Gia đình bà định cư ở New York. Bà học ở Hunter College High School rồi trường Queens College, đậu bằng cử nhân khoa học năm 1948.
Bà làm phụ tá nghiên cứu ở Phòng thí nghiệm Jackson tại Bar Harbor, Maine, nghiên cứu các chứng rối loạn máu ở loài chuột. Sau đó bà vào Đại học California tại Berkeley, và đậu bằng tiến sĩ năm 1956 cho công trình nghiên cứu các nucleotide và các cacbohydrat phức hợp.
Neufeld đã được thưởng các giải Passano, giải Wolf về Y học, giải nghiên cứu Y học lâm sàng Lasker-DeBakey, giải quốc tế Quỹ Gairdner và Giải thưởng Nhà nước về Khoa học, Hoa Kỳ năm 1994 "cho các đóng góp vào sự hiểu biết các bệnh lysosome, chứng minh sự liên hệ chặt chẽ giữa nghiên cứu khoa học ứng dụng và khoa học cơ bản." 
Bà vẫn còn làm việc ở Đại học California tại Los Angeles.